# Anodontopopillia obsti
Anodontopopillia obsti är en skalbaggsart som beskrevs av Ohaus 1917. Anodontopopillia obsti ingår i släktet Anodontopopillia och familjen Rutelidae. Inga underarter finns listade i Catalogue of Life.